# Friedrich Cerha
Friedrich Cerha (ur. 17 lutego 1926 w Wiedniu, zm. 14 lutego 2023 tamże) – kompozytor i dyrygent austriacki.

## Życiorys
Friedrich Cerha studiował skrzypce i kompozycję na Akademii Muzycznej w Wiedniu (niem. Universität für Musik und darstellende Kunst) oraz muzykologię, germanistykę i filozofię na Uniwersytecie Wiedeńskim. W roku 1961 odniósł pierwszy międzynarodowy sukces jako kompozytor i dyrygent na Światowych Dniach Muzyki w Wiedniu. W latach 1968–75 był prezesem austriackiego oddziału Międzynarodowego Towarzystwa Muzyki Współczesnej. Kulminacją fascynacji Friedricha Cerha muzyką współczesną było ukończenie opery Albana Berga Lulu, do której ukończył instrumentację trzeciego aktu oraz uzupełnił braki w partyturze (prawykonanie pod dyrekcją Pierre'a Bouleza w Paryżu w roku 1979).
Odznaczony został krzyżem oficerskim francuskiego Orderu Sztuki i Literatury (2006) oraz austriacką Odznaką Honorową za Naukę i Sztukę (2006).

## Grupa "die reihe"
W roku 1958 wraz z Kurtem Schwertsikiem założył grupę „die reihe”, która wykonywała utwory muzyki kameralnej skomponowane po roku 1900, zwłaszcza kompozytorów Drugiej Szkoły Wiedeńskiej. Działalność grupy znacznie przyczyniła się do popularyzacji muzyki współczesnej w Austrii, dzieł Albana Berga, Arnolda Schönberga oraz Antona Weberna. W roku 1970 grupa odbyła tournée po Kanadzie i USA.

## Kompozycje
- Opery
  - Netzwerk, 1981
  - Baal, 1974/81 – libretto: Bertolt Brecht
  - Der Rattenfänger, 1987 – libretto: Carl Zuckmayer
  - dokończenie opery Lulu Albana Berga, 1962–78
  - Der Riese vom Steinfeld, 2002 – libretto: Peter Turrini, 2002
  - Onkel Präsident, 2013 – libretto: Peter Wolf i Friedrich Cerha. Prapremiera: 1 czerwca 2013, Staatstheater am Gärtnerplatz, Monachium.

- Spiegel I–VII, 1960–72
- Sinfonie, 1975
- Requiem für Hollensteiner, 1982/83
- Baal-Gesänge, 1983
- Keintaten, 1983 ff.
- Momentum für Karl Prantl, 1988
- Fünf Stücke für Klarinette in A, Violoncello und Klavier, 1999–2000
- Konzert für Sopransaxophon und Orchester, 2003–2004
- Konzert für Violine und Orchester, 2004
- Quintett für Oboe und Streichquartett, 2007
- Konzert für Schlagzeug und Orchester, 2007–2008
- Like a Tragicomedy für Orchester, 2008–2009
- Bruchstück, geträumt für Ensemble, 2009
- Paraphrase über den Anfang der 9. Symphonie von Beethoven, 2010
- Zebra-Trio, für Streichtrio, 2011
- Tagebuch für Orchester, 2012

## Literatura
- Lothar Knessl: Verlag Lafite, Wien 2001 (Komponisten unserer Zeit, Bd. 28), s. 312, ISBN 978-3-85151-065-2.
- Harald Kaufmann: Notizen über Friedrich Cerha. Anlässlich der Uraufführung von „Spiegel III“ in Stockholm, in: Harald Kaufmann Von innen und außen. Schriften über Musik, Musikleben und Ästhetik, hg. von Werner Grünzweig und Gottfried Krieger, Wolke, Hofheim 1993, s. 100–103.
- Nikolaus Urbanek, Spiegel des Neuen. Musikästhetische Untersuchungen zum Werk Friedrich Cerhas (Varia Musicologica 4), Peter Lang, Bern, Berlin, Bruxelles, Frankfurt am Main, New York, Oxford, Wien 2005. ISBN 978-3-03910-445-1